# Калиновка (Октябрьский район, Ростовская область)
Кали́новка — хутор в Октябрьском районе Ростовской области. Входит в Краснокутское сельское поселение.

## География

### Улицы
- ул. Веселая
- ул. Мостовая
- ул. Придорожная
- ул. Степная
- ул. Центральная

## Население
| 2010 |
| ---- |
| 412  |